# گینس ویل (جورجیا)
گینس ویل، جورجیا (به انگلیسی: Gainesville, Georgia) یک شهر در ایالات متحده آمریکا با جمعیت ۳۳٬۸۰۴ نفر است که در جورجیا واقع شده‌است.

## موقعیت جغرافیایی
موقعیت جغرافیایی شهرها و مناطق اطراف به شرح زیر است: